# Antonia Hybrida Minor
Antonia Hybrida Minor est une personnalité féminine romaine du Ier siècle av. J.-C., fille de Caius Antonius Hybrida et première ou deuxième épouse de Marc Antoine jusqu'en 47 av. J.-C.

## Famille
Elle est la fille de Caius Antonius Hybrida, exclu du Sénat en 70 à la suite de soupçons d’atrocités commises contre la population en Grèce, puis élu tribun de la plèbe en 71, ce qui lui permet de réintégrer l’assemblée. Il est consul aux côtés de Cicéron en 63, année de la conjuration de Catilina, puis il part gouverner la Macédoine. Quatre années plus tard, il est accusé à Rome d’avoir pris part à la conjuration de Catilina et d’extorsion financière dans sa province. Il est condamné et s’exile. Il semble que César l’ait rappelé car il participe aux réunions du Sénat en 44 et est censeur en 42.
Caius Antonius Hybrida est le fils de Marcus Antonius Orator, consul en 99, le frère de Marcus Antonius Creticus, préteur en 74 et l'oncle de Marc Antoine, futur maître de cavalerie en 48-47 puis triumvir. On ignore tout de sa mère. Elle a en outre une sœur, Antonia Hybrida Major, épouse du tribun Lucius Caninius Gallus et mère du consul de 37 Lucius Caninius Gallus.

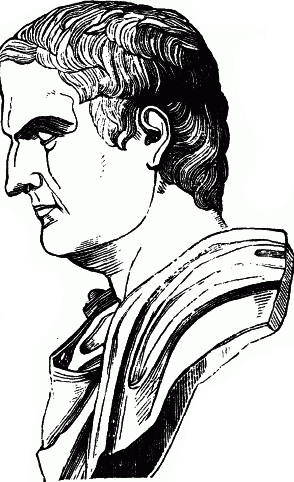
Dessin d'un buste d'Antoine.

À une date inconnue, avant l'an 50, elle épouse son cousin germain Marc Antoine, dont on ignore s'il s'agit du premier mariage. Le couple a une fille entre l'an 54 et l'an 49, Antonia. En 47, Antoine divorce d'Hybrida Minor qui aurait eu une liaison avec Publius Cornelius Dolabella. Il épouse ensuite la veuve de Clodius et de Curion, Fulvie.
En 44, sa fille Antonia est fiancée à Lépide le Jeune, les deux futurs triumvirs ayant arrangé le mariage. Cependant, pour une raison inconnue, les fiançailles seraient rompues quelque temps plus tard. Selon Theodor Mommsen, en 36, Antonia épouse Pythodoros de Trallès, un noble grec anatolien très riche, ancien proche de Pompée et plus vieux qu'elle de vingt ans. Antoine cherche à cette époque là des fonds pour sa campagne parthique. Le couple vivrait à Smyrne et, en 30 ou en 29, Antonia donnerait naissance à une fille, Pythodoris de Trallès. Cependant, cette identification d'Antonia, fille d'Antoine, avec la mère de Pythodoris est incertaine. Certains historiens remettent en doute la théorie de Mommsen alors que d'autres l'approuvent.